# Badakhshan University
Badakhshan University är ett universitet i Afghanistan.   Det ligger i provinsen Badakhshan, i den nordöstra delen av landet, 300 km norr om huvudstaden Kabul. Badakhshan University ligger 1 190 meter över havet.